# Ryan Bader
Ryan DuWayne Bader (Reno, 7 giugno 1983) è un lottatore di arti marziali miste statunitense.
Combatte nella categoria dei pesi mediomassimi per la promozione statunitense Bellator MMA, dov'è l'attuale campione dal 2017; nel 2019 vince il Bellator Heavyweight Grand Prix con in palio il vacante titolo dei pesi massimi battendo in finale la leggenda Fedor Emilianenko e diventando il primo lottatore nella storia della compagnia a detenere due titoli contemporaneamente.
Tra il 2008 e il 2016 ha combattuto in UFC, alla quale ha avuto accesso dopo aver vinto il torneo dei mediomassimi nell'ottava stagione del reality show The Ultimate Fighter.

## Carriera nelle arti marziali miste

### The Ultimate Fighter
Dopo una brillante carriera nella lotta libera collegiale (durante la quale è stato compagno di atleti come Cain Velasquez e CB Dollaway) Bader entra nel mondo della UFC come partecipante all'ottava stagione di The Ultimate Fighter: qui viene scelto per primo dal coach Minotauro Nogueira e vince i primi tre combattimenti fino ad arrivare in finale contro Vinicius Magalhães il l8 dicembre 2008. Bader trionfa con un veloce KO al primo round vincendo il tradizionale contratto di sei incontri con la federazione.

### Ultimate Fighting Championship
Il primo vero incontro in UFC lo disputa a UFC Fight Night 18 contro Carmelo Marrero, vincendo per decisione unanime; durante il match, tuttavia, Bader si rompe il legamento mediale collaterale e il legamento crociato posteriore, infortunio che lo tiene fermo fino all'autunno successivo.
Bader ritorna nell'ottagono contro Eric Schafer il 24 ottobre 2009 a UFC 104: il combattimento viene nettamente dominato da Ryan che mette a segno dei potenti attacchi e controlla il match tramite il grappling, vincendo alla fine per decisione unanime.
L'incontro successivo avviene contro Keith Jardine il 21 febbraio 2010 al debutto della federazione in Australia a UFC 110. Bader manda a segno un violetto jab sullo stanco Jardine che prepara il terreno per una ginocchiata volante e un gancio sinistro che mandano KO l'avversario infliggendogli la terza sconfitta consecutiva.
In seguito Bader si assicura la quinta vittoria consecutiva in UFC alle spese di Antonio Rogerio Nogueira a UFC, controllando la maggior parte della contesa col suo wrestling e usando il suo jab e combinazioni corte per fermare la maggior parte della tattica offensiva di Nogueira. Tutti e tre i giudici assegnano un punteggio di 30-27 in favore di Bader.
Quattro mesi dopo la vittoria con uno dei gemelli Nogueira arriva la prima sconfitta in carriera nelle arti marziali miste contro il futuro campione dei pesi massimi leggeri Jon Jones il 5 febbraio 2011 a UFC 126. "Bones" vince grazie a una ghigliottina alla gola modificata che diviene anche Submission of the Night.
La seconda sconfitta consecutiva avviene il 2 luglio 2011 ad UFC 132 contro una leggenda come Tito Ortiz che lo sottomette tramite una ghigliottina alla gola dopo averlo mandato KO.
Il ritorno alla vittoria avviene contro Jason Brilz il 19 novembre 2011 nell'undercard di UFC 139. Bader manda KO l'avversario dopo appena 77 secondi dall'inizio del match tramite un violento destro che colpisce Brilz all'orecchio mandandolo subito al tappeto.
Nell'incontro successivo, svoltosi a Saitama nel 2012, riesce ad avere la meglio ai punti su Quinton Jackson, al tempo uno dei primi cinque mediomassimi al mondo e fresco di sconfitta nella gara per il titolo di categoria.
La striscia di vittorie del lottatore statunitense termina contro lo strapotere dell'ex campione di categoria Lyoto Machida, che stende Bader con un singolo pugno durante la seconda ripresa.
Torna alla vittoria nel 2013 sottomettendo in soli 50 secondi il veterano ed ex contendente al titolo Vladimir Matyushenko.
Lo stesso anno affronta il numero 2 dei ranking UFC Glover Teixeira venendo sconfitto per KO tecnico in meno di tre minuti dall'inizio della gara.
In dicembre sconfigge il veterano Anthony Perosh in Australia con una convincente prestazione.
Vince anche nel giugno 2014 dominando l'ex campione Strikeforce e numero 11 dei ranking Rafael "Feijão" Cavalcante.
In agosto viene inserito nel main event per una sfida contro Ovince St. Preux, quest'ultimo ancora imbattuto in UFC: Bader s'impose ai punti.
Nel gennaio del 2015 ottiene una delle due più importanti vittorie in carriera con l'upset sul numero 5 dei ranking Phil Davis. A maggio avrebbe dovuto affrontare l'ex campione grand prix dei pesi massimi Strikeforce Daniel Cormier, tuttavia a seguito dell'incidente causato da Jones e dalla sua successiva sospensione, la UFC decisione di spostare Cormier all'evento UFC 187 per affrontare Anthony Johnson, in un match valido per il titolo vacante dei pesi mediomassimi.
A ottobre affronta all'evento UFC 192, il veterano della UFC Rashad Evans. Dopo tre round molto equilibrati, Bader vinse l'incontro per decisione unanime.
A gennaio del 2016 affrontò Anthony Johnson nel main event di UFC on Fox 18, in un probabile match valido come eliminatoria per il titolo dei pesi mediomassimi UFC, venendo sconfitto per KO. Nei primi secondi dell'incontro, Bader tentò immediatamente di portare Johnson al tappeto ma quest'ultimo riuscì a difendersi dal takedown portandosi in una posizione dominante; Bader, per evitare di trovarsi in una posizione sfavorevole, tentò di effettuare una kimura ma, ancora una volta, Johnson si difese egregiamente e portandosi alle spalle dell'avversario pose fine al match per KO con un devastante ground and pound.
Il 3 settembre affrontò lo svedese Ilir Latifi. A due minuti dall'inizio della seconda ripresa, Latifi tentò di effettuare un takedown ai danni di Bader, ma quest'ultimo riuscì velocemente ad intercettarlo con una potente ginocchiata in pieno volto che gli consegnò la vittoria per KO netto. Inoltre ottenne il premio Performance of the Night.
A novembre dovette affrontare la leggenda delle MMA Antônio Rogério Nogueira, all'evento UFC Fight Night: Bader vs. Nogueira 2. Dopo un primo round di scambio in piedi, Bader decise di portare al tappeto il proprio avversario per lavorare sul grappling. Nogueira resistette per ben tre round al devastante ground and pound di Bader, alla fine l'incontro venne fermato per KO tecnico.

### Bellator MMA
Il 21 marzo 2017 Bader rivela che la UFC non ha pareggiato l'offerta della federazione rivale, la Bellator MMA, e che pertanto ha firmato con essa un contratto per sei incontri.
Il debutto nella nuova federazione avviene il 24 giugno 2017 contro il campione dei pesi mediomassimi Phil Davis: Bader riesce a imporsi per decisione non unanime e pertanto vince il titolo al suo primo incontro. La prima difesa della cintura avviene il 3 novembre successivo contro Linton Vassell.
Da campione dei mediomassimi in carica Bader viene inserito nel torneo a otto uomini per decretare il nuovo campione dei pesi massimi: al primo turno, il 12 maggio 2018, batte Muhammed Lawal (suo avversario ai tempi della lotta collegiale) in soli quindici secondi; in semifinale, tenutasi il 12 ottobre, batte per decisione unanime Matt Mitrione. In finale, tenutasi il 26 gennaio 2019, batte la leggenda delle MMA Fedor Emilianenko per KO dopo soli trentacinque secondi, vincendo quindi torneo e titolo e diventando il primo lottatore nella storia della federazione a detenere contemporaneamente due cinture.
Viene in seguito battuto da un allievo di Fedor, Vadim Nemkov che conquista la cintura dei mediomassimi.

## Risultati nelle arti marziali miste
Gli incontri segnati su sfondo grigio si riferiscono ad incontri di esibizione non ufficiali o comunque non validi per essere integrati nel record da professionista.
| Risultato  | Record   | Avversario               | Metodo                                    | Evento                                                 | Data              | Round | Tempo | Città                        | Note                                                                    |
| ---------- | -------- | ------------------------ | ----------------------------------------- | ------------------------------------------------------ | ----------------- | ----- | ----- | ---------------------------- | ----------------------------------------------------------------------- |
| Sconfitta  | 31-8-1   | Renan Ferreira           | KO Tecnico (pugni)                        | PFL vs Bellator                                        | 24 febbraio 2024  | 1     | 0:21  | Riyadh, Arabia Saudita       |                                                                         |
| Vittoria   | 31-7-1   | Fedor Emelianenko        | KO Tecnico (pugni)                        | Bellator 290                                           | 4 maggio 2023     | 1     | 2:30  | Inglewood, Stati Uniti       | Difende il titolo dei pesi massimi Bellator                             |
| Vittoria   | 30-7-1   | Cheick Kongo             | Decisione (unanime)                       | Bellator 280                                           | 6 maggio 2022     | 5     | 5:00  | Parigi, Francia              | Difende il titolo dei pesi massimi Bellator                             |
| Vittoria   | 30-7-1   | Valentin Modalsky        | Decisione (unanime)                       | Bellator 273                                           | 29 gennaio 2022   | 5     | 5:00  | Phoenix, Stati Uniti         | Difende e unifica il titolo dei pesi massimi Bellator                   |
| Sconfitta  | 28-7-1   | Corey Anderson           | KO Tecnico (pugni)                        | Bellator 268                                           | 16 ottobre 2021   | 1     | 0:51  | Phoenix, Stati Uniti         | Semifinale del Bellator Light Heavyweight Grand Prix                    |
| Vittoria   | 28-6 (1) | Lyoto Machida            | Decisione (unanime)                       | Bellator 256                                           | 9 aprile 2021     | 5     | 5:00  | Uncasville, Stati Uniti      | Quarti di finale del Bellator Light Heavyweight Grand Prix              |
| Sconfitta  | 27-6 (1) | Vadim Nemkov             | KO tecnico (calcio alla testa e pugni)    | Bellator 244                                           | 21 agosto 2020    | 2     | 3:02  | Uncasville, Stati Uniti      | Perde il titolo pesi mediomassimi Bellator                              |
| No Contest | 27-5 (1) | Cheick Kongo             | No Contest (colpo all'occhio accidentale) | Bellator 226                                           | 7 settembre 2019  | 1     | 3:52  | San Jose, Stati Uniti        | Mantiene il titolo pesi massimi Bellator                                |
| Vittoria   | 27-5     | Fedor Emilianenko        | KO Tecnico (pugni)                        | Bellator 214                                           | 26 gennaio 2019   | 1     | 0:35  | Inglewood, Stati Uniti       | Vince il Bellator Heavyweight Grand Prix e il titolo dei pesi massimi   |
| Vittoria   | 26-5     | Matt Mitrione            | Decisione (unanime)                       | Bellator 207                                           | 12 ottobre 2018   | 3     | 5:00  | Uncasville, Stati Uniti      | Semifinale del Bellator Heavyweight Grand Prix                          |
| Vittoria   | 25-5     | Muhammed Lawal           | KO (pugno)                                | Bellator 199                                           | 12 maggio 2018    | 1     | 0:15  | San Jose, Stati Uniti        | Quarti di finale del Bellator Heavyweight Grand Prix                    |
| Vittoria   | 24-5     | Linton Vassell           | KO tecnico (pugni)                        | Bellator 186                                           | 3 novembre 2017   | 2     | 3:58  | University Park, Stati Uniti | Difende il titolo dei pesi mediomassimi Bellator                        |
| Vittoria   | 23-5     | Phil Davis               | Decisione (non unanime)                   | Bellator 180                                           | 24 giugno 2017    | 5     | 5:00  | New York, Stati Uniti        | Debutto in Bellator MMA, vince il titolo dei pesi mediomassimi Bellator |
| Vittoria   | 22-5     | Antônio Rogério Nogueira | KO Tecnico (pugni)                        | UFC Fight Night: Bader vs. Nogueira 2                  | 19 novembre 2016  | 3     | 3:51  | San Paolo, Brasile           |                                                                         |
| Vittoria   | 21-5     | Ilir Latifi              | KO (ginocchiata)                          | UFC Fight Night: Arlovski vs. Barnett                  | 3 settembre 2016  | 2     | 2:06  | Amburgo, Germania            | Performance of the Night                                                |
| Sconfitta  | 20-5     | Anthony Johnson          | KO (pugni)                                | UFC on Fox: Johnson vs. Bader                          | 30 gennaio 2016   | 1     | 1:26  | Newark, Stati Uniti          |                                                                         |
| Vittoria   | 20-4     | Rashad Evans             | Decisione (unanime)                       | UFC 192: Cormier vs. Gustafsson                        | 3 ottobre 2015    | 3     | 5:00  | Houston, Stati Uniti         |                                                                         |
| Vittoria   | 19-4     | Phil Davis               | Decisione (non unanime)                   | UFC on Fox: Gustafsson vs. Johnson                     | 24 gennaio 2015   | 3     | 5:00  | Stoccolma, Svezia            |                                                                         |
| Vittoria   | 18-4     | Ovince St. Preux         | Decisione (unanime)                       | UFC Fight Night: Bader vs. Saint Preux                 | 16 agosto 2014    | 5     | 5:00  | Bangor, Stati Uniti          |                                                                         |
| Vittoria   | 17-4     | Rafael Cavalcante        | Decisione (unanime)                       | UFC 174: Johnson vs. Bagautinov                        | 14 giugno 2014    | 3     | 5:00  | Vancouver, Canada            |                                                                         |
| Vittoria   | 16-4     | Anthony Perosh           | Decisione (unanime)                       | UFC Fight Night: Hunt vs. Bigfoot                      | 7 dicembre 2013   | 3     | 5:00  | Brisbane, Australia          |                                                                         |
| Sconfitta  | 15-4     | Glover Teixeira          | KO Tecnico (pugni)                        | UFC Fight Night: Teixeira vs. Bader                    | 4 settembre 2013  | 1     | 2:55  | Belo Horizonte, Brasile      |                                                                         |
| Vittoria   | 15-3     | Vladimir Matyushenko     | Sottomissione (ghigliottina)              | UFC on Fox: Johnson vs. Dodson                         | 26 gennaio 2013   | 1     | 0:50  | Chicago, Stati Uniti         | Submission of the Night                                                 |
| Sconfitta  | 14-3     | Lyoto Machida            | KO (pugno)                                | UFC on Fox: Shogun vs. Vera                            | 4 agosto 2012     | 2     | 1:32  | Los Angeles, Stati Uniti     |                                                                         |
| Vittoria   | 14-2     | Quinton Jackson          | Decisione (unanime)                       | UFC 144: Edgar vs. Henderson                           | 26 febbraio 2012  | 3     | 5:00  | Saitama, Giappone            | Incontro catchweight                                                    |
| Vittoria   | 13–2     | Jason Brilz              | KO (pugno)                                | UFC 139: Shogun vs. Henderson                          | 19 novembre 2011  | 1     | 1:17  | San Jose, Stati Uniti        |                                                                         |
| Sconfitta  | 12–2     | Tito Ortiz               | Sottomissione (ghigliottina)              | UFC 132: Cruz vs. Faber                                | 2 luglio 2011     | 1     | 1:56  | Las Vegas, Stati Uniti       |                                                                         |
| Sconfitta  | 12–1     | Jon Jones                | Sottomissione (ghigliottina)              | UFC 126: Silva vs. Belfort                             | 5 febbraio 2011   | 2     | 4:20  | Las Vegas, Stati Uniti       |                                                                         |
| Vittoria   | 12–0     | Antônio Rogério Nogueira | Decisione (unanime)                       | UFC 119: Mir vs. Cro Cop                               | 25 settembre 2010 | 3     | 5:00  | Indianapolis, Stati Uniti    |                                                                         |
| Vittoria   | 11–0     | Keith Jardine            | KO (pugno)                                | UFC 110: Nogueira vs. Velasquez                        | 21 febbraio 2010  | 3     | 2:10  | Sydney, Australia            |                                                                         |
| Vittoria   | 10–0     | Eric Schafer             | Decisione (unanime)                       | UFC 104: Machida vs. Shogun                            | 24 ottobre 2009   | 3     | 5:00  | Los Angeles, Stati Uniti     |                                                                         |
| Vittoria   | 9–0      | Carmelo Marrero          | Decisione (unanime)                       | UFC Fight Night: Condit vs. Kampmann                   | 1º aprile 2009    | 3     | 5:00  | Nashville, Stati Uniti       |                                                                         |
| Vittoria   | 8–0      | Vinny Magalhães          | KO Tecnico (colpi)                        | The Ultimate Fighter: Team Nogueira vs Team Mir Finale | 13 dicembre 2008  | 1     | 2:18  | Las Vegas, Stati Uniti       | Vince il torneo dei pesi mediomassimi TUF 8                             |
| Vittoria   | NU       | Eliot Marshall           | Decisione (unanime)                       | The Ultimate Fighter 8                                 | 3 dicembre 2008   | 3     | 5:00  | Las Vegas, Stati Uniti       | Torneo dei pesi mediomassimi TUF 8, semifinale                          |
| Vittoria   | NU       | Tom Lawlor               | KO (pugni)                                | The Ultimate Fighter 8                                 | 1º ottobre 2008   | 1     | 3:41  | Las Vegas, Stati Uniti       | Torneo dei pesi mediomassimi TUF 8, secondo turno                       |
| Vittoria   | NU       | Kyle Kingsbury           | Sottomissione (triangolo di braccio)      | The Ultimate Fighter 8                                 | 24 settembre 2008 | 2     | 1:33  | Las Vegas, Stati Uniti       | Torneo dei pesi mediomassimi TUF 8, primo turno                         |
| Vittoria   | 7–0      | Buckley Acosta           | Sottomissione (triangolo di braccio)      | XCC 6: Western Threat                                  | 5 aprile 2008     | 1     | 0:47  | Reno, Stati Uniti            |                                                                         |
| Vittoria   | 6–0      | Brad Peterson            | Decisione (unanime)                       | IFO: Fireworks in the Cage IV                          | 28 dicembre 2007  | 3     | 5:00  | Las Vegas, Stati Uniti       |                                                                         |
| Vittoria   | 5–0      | Ulysses Cortez           | KO (suplex e pugni)                       | SE: Vale Tudo                                          | 27 ottobre 2007   | 1     | -     | Messico                      |                                                                         |
| Vittoria   | 4–0      | Dicky Chavez             | KO Tecnico (pugni)                        | KOTC: Unstoppable                                      | 15 settembre 2007 | 1     | 0:41  | San Carlos, Stati Uniti      |                                                                         |
| Vittoria   | 3–0      | Tim Peacock              | KO Tecnico (pugni)                        | Rage in the Cage 94                                    | 9 giugno 2007     | 2     | 2:50  | Camp Verde, Stati Uniti      |                                                                         |
| Vittoria   | 2–0      | David Baggett            | Sottomissione (rear naked choke)          | Proving Grounds 1                                      | 12 maggio 2007    | 1     | -     | Isole Cayman                 |                                                                         |
| Vittoria   | 1–0      | Dave Covello             | Sottomissione (colpi)                     | WFC: Desert Storm                                      | 31 marzo 2007     | 1     | 2:21  | Camp Verde, Stati Uniti      |                                                                         |